# Матильда (графиня Артуа)
Матильда Артуа або Маго (бл. 1269/70 — 27 листопада 1329) — графиня Артуа (з 11 липня 1302). Дочка Роберта II (графа Артуа) та його першої дружини Аміції (сеньйори Коншу). Друга дружина Оттона IV(пфальцграфа Бургундії).
Завдяки шлюбу своїх дочок, доводилась тещею двом королям Франції Філіппові V та Карлу IV. Перша жінка яка стала пером Франції.

## Біографія
Була сташою дочкою Роберта II (графа Артуа) та його першої дружини Аміції (сеньйори Коншу).
У 1285 році Матильда вступила в шлюб з пфальцграфом Бургундії Оттоном IV.
2 березня 1295 року в Венсенському замку, Оттон і Філіпп IV (король Франції) уклали договір. Основним пунктами якого було обговорено шлюб між старшою дочкою Оттона і Матильди Іоанною та молодшим сином французького короля Філіппом. Успадкування Іоанною Бургундії та перехід пфальцграфства під управління королем, в обмін на грошову компенсацію. Король також зобов'язався виховувати дітей Оттона і Матильди.
У 1198 році помер спадкоємець графства Артуа, брат Матильди, Філіпп. Згідно законів графства Артуа, Матильда стає спадкоємицею свого батька, в обхід дітям покійного брата. В майбутньому це призвело до її ворожнечі з племінником Робертом III (графом Бомон-ле-Роже), який також претендував на графство. Між ними неодноразово виникали сутички (1309, 1318), які Матильда щоразу вигравала. Цьому сприяли її родинні зв'язки з королівським домом, а також те, що вона відігравала важливу роль у французькому королівстві.
У 1302 році після смерті батька Матильда стала графинею Артуа.
У 1303 році помер чоловік Матильди, її старша дочка Іоанна стала пфальцграфинею Бургундії, під регентством матері.
У 1307 році, згідно з перередніми домовленностями, дві дочки Матильди, Іоанна та Бланка, стали тдружинами двох молодших синів французького короля Філіппа IV — майбутніх королів Філіппа V та Карла IV.
У 1309 році, вигравши першу тяганину з племінником, Матильда була проголошена пером Франції як законна графиня Артуа. Вона стала першою жінкою, яка ввійшла в склад перів.
У 1314 році її дочки були звинувачені в подружній зраді і ув'язнені в замку Шато-Гаяр, після чого становище Матильди при французькому дворі похитнулося. Однак вона зберегла певний вплив на нового короля, Людовика X Сварливого. Зокрема, на думку історика Жана Фав'є, графиня Артуа зіграла не останню роль у подіях, що розігралися навесні 1315 року, коли був засуджений і страчений видатний французький політик Ангерран Маріньї.
У тому ж 1315 році, в ході загального феодального бродіння після смерті короля Філіппа IV, дворяни графства Артуа, підбурені її племінником Робертом, повстали проти Матильди, звинувативши її в зловживанні владою. Їх заколот був придушений восени 1316 року старшим зятем Матильди (майбутнім королем Філіппом V, в той момент регентом Франції).
Після сходження Філіппа V на престол, Матильда була звинувачена в злочинних діях, нібито скоєних нею в його інтересах. Зокрема, їй приписували отруєння королів Людовика X та Іоанна I. Проти неї в 1317 році було розпочато судовий процес, але за підтримки короля Філіппа V 9 жовтня 1317 року вона була виправдана. Її права на графство Артуа король також підтвердив повторно. Вона продовжувала керувати графством Артуа, а також брала участь в управлінні Бургундським пфальцграфством.
Філіпп V помер від дизентерії або якоїсь іншої хвороби, яка перебігала з гарячкою, 3 січня 1322 в абатстві Лоншам, поблизу Парижу, не залишивши спадкоємця чоловічої статі. На престол Франції зійшов його молодший брат Карл IV. Молодша дочка Матильди, Бланка, номінально стає королевою Франції, перебуваючи у в'язниці за перелюб. Шлюб Карла і Бланки анулюється 19 травня Папою Іоанном XXII. Вона провела решту свого життя в абатстві Мобюіссон поблизу Понтуазу, де і померла в квітні 1326.
Незважаючи на ці події Матильда зберегла свій вплив при дворі.
1 лютого 1328, в Венсенському замку помер Карл IV. Його третя дружина Іоанна Евре, будучи вагітною, через 2 місяці народила дочку. Це ознаменувало кінець династії Капетингів, оскільки Карл IV був останнім із трьох синів Філіппа IV. Його смерть поставила проблему успадкування французької корони. Радою Перів, в складі якої була Матильда, новим королем було обрано Філіппа VI (племінника Філіппа IV).

### Смерть

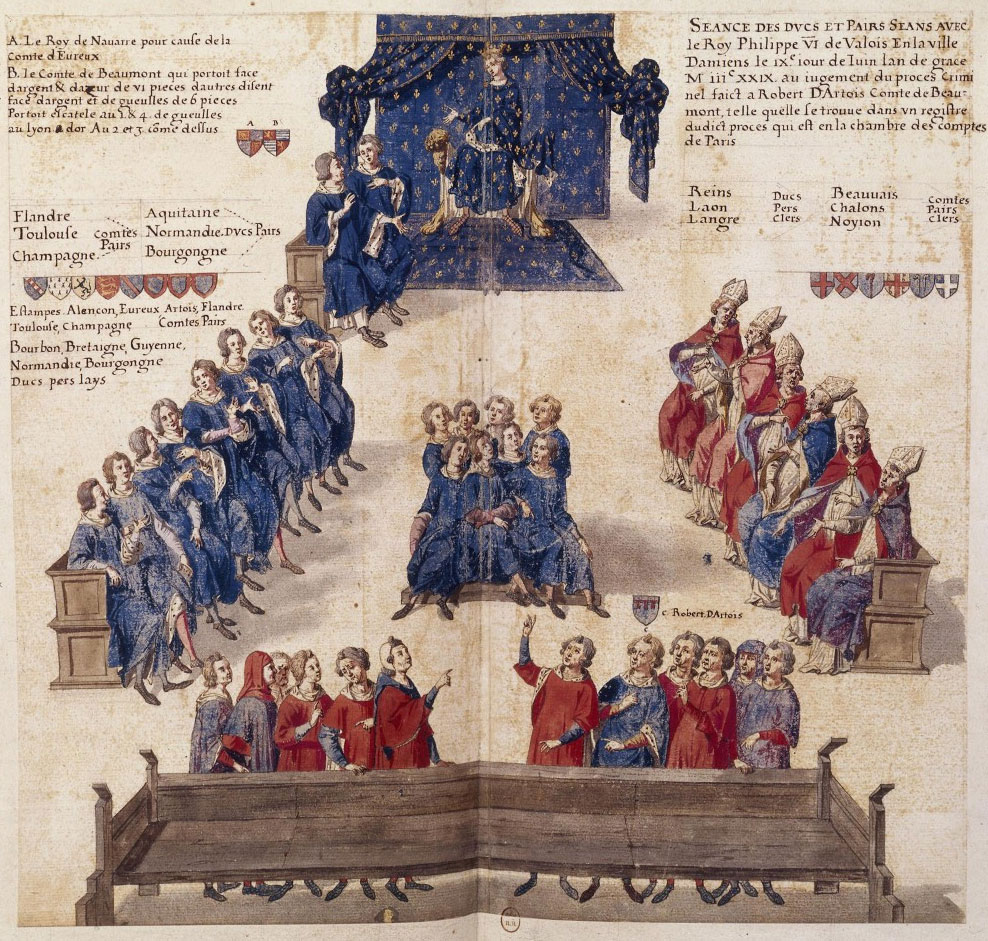
Суд над Робертом
квітень 1332

Новий король Філіпп VI, дружив із племінником і ворогом Матильди, Робертом. Над нею нависла загроза нової тяжби. У 1329 році Матильда прибула в Париж, щоб вияснити своє становище.
25 листопада Матильда раптово захворіла, але тогочасні методи лікування, такі як кровопускання, не змогли її вилікувати. Матильда померла 27 листопада в Парижі. Виникли чутки, що вона була отруєна за наказом Роберта або самого короля. Згодом у вбивстві Матильди звинувачувалася її особливо наближена придворна дама Беатриса Ірсон, яка нібито діяла в інтересах Роберта.
У злегка прикрашеному вигляді, цей та інші факти, які стосувалися боротьби за графство Артуа між Матильдою і її племінником, були детально описані Морісом Дрюоном в його епопеї «Прокляті королі».
Матильда була похована 30 листопада 1329 року в абатстві Мобюіссон, поруч зі своєю дочкою Бланкою.
Графство Артуа успадкувала старша дочка Матильди Іоанна, але вона померла менш ніж через 2 місіці після матері. Її спадкоємицею стала старша дочка Іоанна II.
У 1330 році племінник Матильди Роберт, розраховуючи на підтримку французького короля, зробив останню спробу повернути Артуа. Документи представлені Робертом на суді, 14 грудня 1330, виявились фальшивими і його права на графство відхилили. За фальсифікацію документів Роберта судили, конфіскували володіння і вигнали з королівства в квітні 1332 року.

## Родина
Чоловік — Оттон IV (до 1248 —1303), пфальцграф Бургундії
Діти:
- Роберт (до 1291 — бл. 1295)
- Іоанна (1292[5]—1330) — пфальцграфиня Бургундії (з 17 березня 1303). Графиня Артуа (з 27 листопада 1329). Дружина короля Франції та Наварри Філіппа V. Матір пфальцграфинь Бургундії Іоанни III та Маргарити I.
- Іоанн (бл. 1295 — бл. 1302)
- Бланка (бл. 1296 —1326) — перша дружина короля Франції та Наварри Карла IV. Була залучена в справі про подружню зраду, через що була ув'язнена в замку Шато-Гайяр. Після розлученя з Карлом, стала монахинею в абатстві Мобюіссон.
- Роберт (бл. 1300 —1317) — спадкоємець графства Артуа. Згідно договору в Венсені (1295), був позбавлений можливості успадкувати володіння свого батька. Був заручений з Елеонорою, молодшою дочкою Едуарда I (короля Англії).

## Матильда в мистецтві
Матильда Артуа є однією з героїнь циклу історичних романів «Прокляті королі» французького письменника Моріса Дрюона, а також двох французьких серіалів-екранізацій. У серіалі «Прокляті королі» 1972 року роль Маго виконувала акторка Елен Дюк, а в однойменному серіалі 2005 року — Жанна Моро.